# Травис Скот
Жак Берман Вебстер II (енгл. Jacques Berman Webster II, Хјустон, 30. април 1991), познат под сценским именом као Травис Скот (енгл. Travis Scott), амерички је репер, певач, текстописац и музички продуцент.
Тревис Скот је 2012. године потписао свој први велики уговор са издавачком кућом Epic Records. У новембру исте године, Скот је постао један од продуцената издавачке куће GOOD Music, америчког репера Кањеа Веста. У априлу 2013, Скот је потписао за Ти Ајеву издавачку кућу Grand Hustle. Његов први дугометражни пројекат је била миксета под именом Owl Pharaoh, која је објављена 2013. године. Након тога је уследила друга миксета, названа Days Before Rodeo, у августу 2014. године. Тревиcов деби соло албум, Rodeo, је објављен 4. септембра 2015. године. Албум је био предвођен хит синглом „Antidote”, који је успео да се пробије у топ 20 синглова америчке xот 100 листе часописа Билборд. Његов други албум Birds in the Trap Sing McKnight, је изашао 2. септембра 2016. године и оцењен је позитивним критикама. Наредне године, Травис Скот заједно са Квејвом, чланом групе Мигоси, објављује заједнички албум назван Huncho Jack, Jack Huncho.
Трећи албум, Astroworld, је изашао 3. августа 2018. године. Ту се нашао његов први број један сингл, „Sicko Mode”. У децембру 2019, његова издавачка кућа Cactus Jack Records је објавила албум под називом JackBoys, који доспео на прво место листе Билборд 200 за 2020-е. Скот је био номинован за шест Греми награда и освојио је Billbord Music Award.

## Почеци
Жак Берман Вебстер II је рођен у Хјустону, америчкој држави Тексас. До своје шесте године је живео са својом баком у насељу Саут Парк, у јужном делу Хјустона. Насеље је било озлоглашено за криминал и имало је велики утицај на младог Жака. После се преселио са својим родитељима у предградско насеље Мисури Сити, где углавном живе припадници средње класе, које се налази југозападно од Хјустона. Његова мајка је радила за Apple, а отац је имао свој бизнис. Жаков отац је био музичар, а деда му је био џез композитор. Вебстер је похађао средњу школу Елкинс, коју је завршио са седамнаест година. Похађао је универзитет у Сан Антонију, који је напустио током своје друге године студија, када је одлучио да се потпуно посвети музичкој каријери.
Након што је напустио факултет, Вебстер се преселио у Њујорк, како би покушао да започне своју музичку каријеру. Његови родитељи, бесни због његове одлуке, престали су да га издржавају финансијски.

## Каријера

### 2008—2012: Почетак каријере
Жак Вебстер је заједно са својим пријатељем Крисом Холовејем 2008. године поставио своју прву миксету, The Graduates EP, на друштвеној мрежи Мајспејс.
Наредне године је, заједно са О Џи Чесом, формирао групу The Classmates. Група је објавила два пројекта. Први пројекат је објављен са Бади Ричом 2009. Други пројекат је био са Cruis'n USA 2010. године. Скот се углавио бавио продукцијом, аранжманима и мастерингом. Група се распала 2012. године, због финансијских и приватних проблема.
У Њујорку се након напуштања факултета није снашао и задржао се само четири месеца. За то време је спавао на поду у пријатељовој кући. У студију Just Blaze-а је Тревис провео већину времена. Затим је одлучио да се пресели у Лос Анђелес. Ту је такође био приморан да се сналази, пошто није имао ни сталан дом ни финансијску подршку. Ствари су ипак кренуле нешто боље када је репер из Атланте, Клифорд Џосеф Херис Џуниор, познатији као Ти Ај, чуо његову песму под именом „Lights (Love Sick)” и понудио му сарадњу.

### 2012—2014:Owl PharaohиDays Before Rodeo
Његов први велики дугометражни пројекат, миксета под именом Owl Pharaoh, је првобитно био планиран да буде избачен у 2012. Пројекат је првобитно био одложен, а потом потпуно преправљен. Травис Скот је 22. марта 2013. објавио спот за песму „Quintana”, која се нашла на пројекту. Пет дана касније, амерички хип хоп магазин XXL је уврстио Трависа Скота међу најбоље младе реп музичаре за 2013. годину. Први комерцијални сингл, под називом „Upper Echelon”, је објављен у априлу 2013. године. На том синглу су се нашли још и музичари Ти Ај и Ту Чејнз. Owl Pharaoh је коначно окачен за бесплатно преузимање преко Ајтјунс продавнице у мају.
Следеће године уследила је друга миксета, названа Days Before Rodeo, којa је такође бесплатнa да се преузме. Ова миксета је јако успешно прошла код критичара и публике и послужила је као одлична увертира за његов први албум. Неколико месеци касније, Травис Скот ће на Твитеру објавити да ће се његов први званични албум звати Rodeo. Након успеха свог другог пројекта, Травис је започео концертну турнеју, коју је назвао „The Rodeo Tour”, заједно са репером Јанг Тагом и продуцентом Метро Бумином. Турнеја је обухватила значајан број великих градова у Сједињеним Државама. У неким градовима је, због велике потражње, накнадно организовано више концерата.

### 2015—2016: Комерцијални успех
Rodeo је објављен 4. септембра 2015. године, од стране издавачких кућа Grand Hustle и Epic Records. На албуму су се нашли музичари попут Ђуси Џеја, Кањеа Веста, Викнда, Чиф Кифа, Џастина Бибера и Јанг Тага. На албуму су се нашла два сингла, први је „3500”, на ком су се појавили још и Фјучер и Ту Чејнз, а други је „Antidote”, који је успео да заврши на 16. месту Билбордове хот 100 листе. Албум је дебитовао на трећем месту Билборд 200 листе најпопуларнијих албума. Оцењен је просечно од стране америчких музичких критичара, али је позитивно прихваћен код публике и био је продат у више од 110.000 примерака у прва два месеца од изласка.
Већ почетком следеће године је Травис Скот је објавио да је следећи албум у припреми. У мају 2016. године, Скот је отркиро називе другог и трећег албума, Birds in the Trap Sing McKnight и Astroworld, респективно. У јуну је објављен заједнички сингл са Јанг Тагом, назван „Pick Up the Phone”. Сингл је достигао двоструки платинасти статус од стране Америчког удружења дискографских кућа.
Крајем августа, Скот је преко Инстаграма објавио да је други албум завршен и убрзо након тога је био пуштен у продају преко Ајтјунса и Епл мјузика. На њему су се још појавили и Андре 3000, Кид Кади, Нав и 21 Севиџ.
То је био први Трависов пројекат који је дебитовао на првом месту на Билборд 200 листе. Албум има два сингла, први је већ поменути „Pick Up the Phone”, док је други „Goosebumps”, на ком су се нашли гостујући вокали репера Кендрика Ламара.

### 2017—данас:Huncho Jack, Jack HunchoиAstroworld
Травис Скот је имао наступ на НБА Ол-Стар викенду, 16. фебруара 2017. године у Њу Орлеансу. У марту је најавио нову турнеју концерата, под називом „Birds Eye View”. Турнеја је обухватила и неке европске градове, у оквиру одређених фестивала.
У априлу 2017. године, почеле су да се појављују назнаке да Травис Скот ради на заједничком албуму са чланом Мигоса, Квејвом. То је било потврђено у разговору за амерички часопис Џи Кју. У том истом интервју је рекао да је његов трећи соло албум, Astroworld, близу завршетка и да је врло вероватно да ће бити објављен до краја 2017. Исте године, Травис Скот се заједно са Квејвом појавио на песми „Portland”, канадског репера Дрејка.
Травис Скотов и Квејвов заједнички албум, Huncho Jack, Jack Huncho, је објављен 21. децембра 2017. године. Дебитовао је на трећем месту Билборд 200 листе и седам од тринаест песама са албума се нашло на Билбордовој хот 100 листи. У мају следеће године, Травис Скот је избацио сингл који је служио као промоција за његов трећи албум, под именом „Watch”, са гостујућим вокалима Кањеа Веста и Лил Узи Верта.
Astroworld је званично изашао 3. августа 2018. године. Албум садржи седамнаест песама, од којих су четири „Butterfly Effect”, „Sicko Mode”, „Wake Up” и „Yosemite”. На албуму су се још нашла имена попут Викнда, Дрејка, Гане, Мигоса, Нава, Џејмса Блејка и Шек Веса. Албум је добио име по забавном парку из Хјустона, који је срушен 2005. године. Ово је Скотов најуспешнији пројекат у каријери, распродат је у више од 537.000 примерака и стекао је двоструки платинасти статус. На албуму се нашао његов најуспешнији сингл, „Sicko Mode”, који се појавио на првом месту Билбордове хот 100 листе. Албум је номинован за најбољи реп албум на 61. додели Греми награда, док је „Sicko Mode” номинован за најбољи реп перформанс и најбољу реп песму.
Травис Скот се појавио у неколико песама на Метро Буминовом првом званичном албуму, Not All Heroes Wear Capes. Скот, заједно са Викндом и америчком певачицом познатом као СЗА направио песму названу „Power is Power” за популарну Ејч-Би-Оу серију Игра престола. Песма треба да се нађе на саундтрек албуму серије названом For The Throne.

## Музички стил
Скот је изјавио да су његови највећи музички утицаји Бон Ајвер, Кид Кади, Ти Ај, Кање Вест и Том Јорк.
Травис Скот у својој музици доста користи ототјун, дисторзију звука и ревербацију, а његове матрице су описане као психоделичне и амбијенталне. На почетку каријере његова музика је била знатно мрачнија, агресивнија и имала је бржи темпо. Оно што је последњих година постало јединствено за Травис Скота је коришћење по неколико инструментала у једној песми, примери таквих песама су: „90210”, „Sicko Mode”, „The ends” и „Maria I’m Drunk”. Скот, у својој музици, користи доста импровизације и велики број едлибова, од којих су најчешћи „It's lit”, „Yeah, yeah” и „Straight up”
Astroworld се сматра његовим најкомплетнијим издањем до сада, највише због његове иновативности и продукције.

## Приватни живот
Травис Скот је у вези са америчком ријалити звездом Кајли Џенер, од априла 2017. године. Сторми Вебстер, њихова ћерка, је рођена је 1. фебруара 2018. године.
Њихово друго дете, син, Вулф Вебстер, рођен је 2. фебруара ове године.
Његово сценско име је, како је сам Вебстер изјавио, потекло од његовог стрица који се зове Травис, док му је Скот његов надимак.
Вебстер је изјавио да је хтео да постане нефролог. Већ неколико година сарађује са спортским брендовима Најки и Ер Џордан, са којима је до сада избацио неколико ексклузивних модела патика.

## Дискографија
Главни чланак: Дискографија Трависа Скота

### Студијски албуми
- Rodeo (2015)
- Birds in the Trap Sing McKnight (2016)
- Astroworld (2018)
- Utopia (2023)

### Колаборативни албуми
- Huncho Jack, Jack Huncho (са Квејвом) (2017)

### Миксете
- Owl Pharaoh (2013)
- Days Before Rodeo (2014)

## Турнеје и концерти

### Главни акт
- The Rodeo Tour [48] (са Јанг Тагом и Метро Бумином) (2015)
- Birds Eye View Tour [49] (2017)
- Astroworld: Wish You Were Here Tour (са Трипи Редом, Шек Весом и Ганом) (2018-2019)

### Споредни акт
- Never Sober Tour (са Ђуси Џејем) (2015)
- The Madness Fall Tour (са Викндом) (2015)
- Anti World Tour (са Ријаном) (2016)
- The Damn. Tour[50] (са Кендриком Ламаром и Дремом) (2017)

## Признања и номинације
| Година | Награде                     | Номиновани рад                                                  | Награда                      | Резултат   | Реф.   |
| ------ | --------------------------- | --------------------------------------------------------------- | ---------------------------- | ---------- | ------ |
| 2013.  | БЕТ хип хоп награде         | Owl Pharaoh                                                     | Најбоља миксета              | Номинација | [ 51 ] |
| 2015.  | БЕТ хип хоп награде         | Days Before Rodeo                                               | Најбоља миксета              | Номинација | [ 52 ] |
| 2015.  | МТВ Европа музичке награде  | Травис Скот                                                     | Уметник у успону             | Номинација | [ 53 ] |
| 2016.  | БЕТ хип хоп награде         | „Antidote”                                                      | Централна награда            | Освојено   | [ 54 ] |
| 2016.  | МОБО награде                | Травис Скот                                                     | Најбоље међународно извођење | Номинација | [ 55 ] |
| 2017.  | Тин чојс награде            | „Know No Better” (са Мејџор Лејзером, Камилом Кабељо и Квејвом) | Чојс денс песма              | Освојено   | [ 56 ] |
| 2017.  | Соул трејн музичке награде  | „Love Galore” (са СЗА-ом)                                       | Најбоља сарадња              | Номинација | [ 57 ] |
| 2018.  | NAACP музичке награде       | „Love Galore” (са СЗА-ом)                                       | Изванредна сарадња           | Номинација | [ 58 ] |
| 2018.  | NAACP музичке награде       | „Love Galore” (са СЗА-ом)                                       | Изванредна песма             | Номинација | [ 58 ] |
| 2018.  | iHeartRadio музичке награде | „Love Galore” (са СЗА-ом)                                       | R&B песма године             | Номинација | [ 59 ] |
| 2018.  | БЕТ хип хоп награде         | Травис Скот                                                     | Хот тикет извођач            | Номинација | [ 60 ] |
| 2018.  | БЕТ хип хоп награде         | Травис Скот                                                     | Текстописац године           | Номинација | [ 60 ] |
| 2018.  | БЕТ хип хоп награде         | Травис Скот                                                     | МВП године                   | Номинација | [ 60 ] |
| 2018.  | БЕТ хип хоп награде         | Травис Скот                                                     | Хастлер године               | Номинација | [ 60 ] |
| 2018.  | БЕТ хип хоп награде         | Травис Скот                                                     | Најбољи изглед               | Номинација | [ 60 ] |
| 2018.  | Пипл чојс награде           | „Butterfly Effect”                                              | Песма године                 | Номинација | [ 61 ] |
| 2018.  | Пипл чојс награде           | Astroworld                                                      | Албум године                 | Номинација | [ 61 ] |
| 2018.  | МТВ Европа музичке награде  | Травис Скот                                                     | Најбољи хип хоп              | Номинација | [ 62 ] |
| 2019.  | iHeartRadio музичке награде | Травис Скот                                                     | Хип хоп уметник године       | Номинација | [ 63 ] |
| 2019.  | iHeartRadio музичке награде | „Sky Walker” (Мигел са Травис Скотом)                           | R&B песма године             | Номинација | [ 63 ] |
| 2019.  | Билборд музичке награде     | Травис Скот                                                     | Топ извођач                  | Номинација | [ 64 ] |
| 2019.  | Билборд музичке награде     | Травис Скот                                                     | Топ мушки извођач            | Номинација | [ 64 ] |
| 2019.  | Билборд музичке награде     | Травис Скот                                                     | Топ Билборд 200 извођач      | Номинација | [ 64 ] |
| 2019.  | Билборд музичке награде     | Травис Скот                                                     | Топ реп извођач              | Номинација | [ 64 ] |
| 2019.  | Билборд музичке награде     | Травис Скот                                                     | Топ реп турнеја              | Номинација | [ 64 ] |
| 2019.  | Билборд музичке награде     | Astroworld                                                      | Топ Билборд 200 албум        | Номинација | [ 64 ] |
| 2019.  | Билборд музичке награде     | Astroworld                                                      | Топ реп албум                | Номинација | [ 64 ] |
| 2019.  | Билборд музичке награде     | „Sicko Mode” (са Дрејком, Свеј Лијем и Биг Хоком)               | Топ 100 песма                | Номинација | [ 64 ] |
| 2019.  | Билборд музичке награде     | „Sicko Mode” (са Дрејком, Свеј Лијем и Биг Хоком)               | Топ стриминг песма (Аудио)   | Освојено   | [ 64 ] |
| 2019.  | Билборд музичке награде     | „Sicko Mode” (са Дрејком, Свеј Лијем и Биг Хоком)               | Топ стриминг песма (Видео)   | Номинација | [ 64 ] |
| 2019.  | Билборд музичке награде     | „Sicko Mode” (са Дрејком, Свеј Лијем и Биг Хоком)               | Топ реп песма                | Номинација | [ 64 ] |

### Греми награде
Греми награде се додељују једном годишње за достигнућа у музичкој индустрији од стране америчке Академије за дискографску уметност и науку. Травис Скот је до сада имао шест номинација.
| Година | Номиновани рад                                    | Награда              | Резултат   |
| ------ | ------------------------------------------------- | -------------------- | ---------- |
| 2014   | „New Slaves” (као текстописац)                    | Најбоља реп песма    | Номинација |
| 2017   | Purpose (као гостујући уметник)                   | Албум године         | Номинација |
| 2018   | „Love Galore” (са СЗА-ом)                         | Најбоље реп сарадња  | Номинација |
| 2019   | „Sicko Mode” (са Дрејком, Свеј Лијем и Биг Хоком) | Најбоље реп извођење | Номинација |
| 2019   | „Sicko Mode” (са Дрејком, Свеј Лијем и Биг Хоком) | Најбоља реп песма    | Номинација |
| 2019   | Astroworld                                        | Најбољи реп албум    | Номинација |